# Acrocercops guttiferella
Acrocercops guttiferella är en fjärilsart som först beskrevs av Pierre E.L. Viette 1951.  Acrocercops guttiferella ingår i släktet Acrocercops och familjen styltmalar.
Artens utbredningsområde är Madagaskar. Inga underarter finns listade i Catalogue of Life.